# 카우치서핑

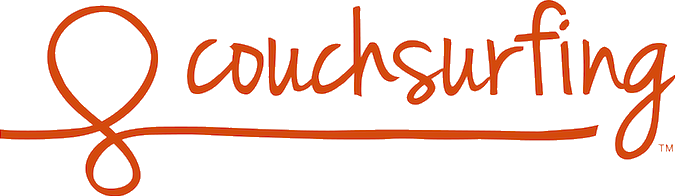

카우치서핑(영어: Couch Surfing)은 잠을 잘수 있는 쇼파를 의미하는 카우치(Couch)와 파도를 타다는 서핑(Surfing)의 합성어로 숙박 혹은 가이드까지 받을 수 있는, 여행자들을 위한 비영리 커뮤니티이다.

## 역사
카우치서핑은 보스턴의 케이지 펜튼이라는 남자가 아이슬랜드로 여행을 가기 전에, 좀 더 싼 여행을 위해서 1500명의 아이슬랜드 대학교의 학생들에게 자기를 재워줄 수 있냐는 메일을 보냈는데, 50여통의 재워줄 수 있다는 답장을 받게 됨으로써 시작되었다. 보스턴으로 돌아온 케이지 펜튼은 카우치 서핑 프로젝트를 구체화하기 시작했다.

## 사용 방법
사이트의 무료 회원가입 후, 자기에 대한 정보와 자기의 거주지에 대한 정보를 사진과 함께 최대한 상세하게 기입하도록 한다. 이로써 다른 나라의 한국 여행자들이 자신의 집에 머물 수 있게 된다. 반대로 자기가 여행하고 싶은 나라나 도시의 가입자를 찾아 그의 개인 정보를 확인하고 메시지를 보내면 된다. 그렇다면 상대방이 당신의 정보를 확인하고 자신의 거처에 머물 수 있는지의 여부를 메시지를 통해 알려주게 된다.

## 같이 보기
- 여행